# 江の島水族館
江の島水族館（えのしますいぞくかん）は、2003年12月まで神奈川県藤沢市片瀬海岸で開業していた水族館である。新江ノ島水族館の実質上の前身。

## 概歴
1951年（昭和26年）頃、6大映画会社の1つであった日活社長の堀久作が、湘南海岸沿いをドライブし『この地に水族館があれば』と言うアイディアを実現させたものである。事業会社として株式会社江ノ島水族館を1952年7月19日に設立し、1954年7月1日に「水族館（1号館）」が国道134号沿いの片瀬江ノ島駅寄りの内陸側に開業した。
1956年（昭和31年）、1957年（昭和32年）には、昭和天皇の行幸もあった。1960年代に国道を隔てた海岸側の湘南海岸公園の敷地内に「マリンランド（2号館）」と「海の動物園」が増築され、3館で構成された。
1974年（昭和49年）に堀久作が死去すると実子の堀雅彦が経営権を承継。堀雅彦の夫人で藤井丙午の実娘である堀由紀子が、当時20歳代で江の島水族館の社長・館長に就任した（2010年現在も新江ノ島水族館およびアクア・トトぎふの館長に就任）。一方、1975年（昭和50年）に日活の労働争議により堀雅彦が社長を解任され、日活は堀家の手から離された。
2001年（平成13年）に施設老朽化のため、海側の敷地（神奈川県有地）を拡張のうえ施設の建て替えを行い、新江ノ島水族館として再出発を図る事を決断。2002年（平成14年）9月16日に『マリンランド』と『海の動物園』が閉館したが、建築工事に支障が無かった内陸側の『水族館』は引き続き2003年（平成15年）12月31日まで営業した。

## 施設概要
1954年7月1日に日本初の近代的な水族館としてオープン。
建物は魚類を飼育する1F部分と、標本やクラゲの飼育、エドワード・S・モースの江ノ島臨海実験所 に於ける功績を称える展示があった。
1955年12月28日に、「江ノ島水族館」として、博物館相当施設に指定される。
吹き抜け部分では魚のショーもやっていたが、1990年に「木陰のマンボウ広場」をオープンした。
なお、一部に「江の島水族館マリンランド」を別施設扱いする見解もあるが、入場チケットも三枚つづりのもので離れた三館にそれぞれ入場するようになっていた。なお、館の表記や、後継施設である新江ノ島水族館のサイトのえのすいの歴史では江の島水族館であるが、書籍などでは江ノ島水族館となっており表記は混在している。

### アートトンネル『アクアパラダイス』
水族館前から道を挟んで所在するマリンランドへ直通になっている地下道。元々は実物大のコイワシクジラの絵など海洋生物の知識などが描かれていた。
1993年にアートトンネル『アクアパラダイス』へリニューアルされた。旧水族館時代のものは、これのみが現存する。しかし旧水族館の建物の解体に伴い、現在閉鎖されている。

## 江の島水族館マリンランド
江の島水族館に続いて、1957年5月3日にオープンした二番館であり、日本で初めて、イルカを飼育する為に建造された水族館であるとされている。
1967年4月1日に、「江ノ島マリンランド（第二水族館）」として博物館相当施設に指定された。
表面積1000平方メートル、水量5,000 t、水深6 mの当時東洋一の大プールを有していた。元々はミンククジラを飼育する為に建造し、建造中の仮称は「鯨大放養池」とされていたが、当時オープンまでにミンククジラ（小さいイワシクジラという案もあった）を確保できずに、代わりにイルカやゴンドウクジラを飼育する事になった経緯がある。
オープン時にはマスコミに対してミンククジラ飼育を宣伝していたのに対して、確保できたカマイルカ3頭が飼育され、翌月にようやくハナゴンドウを搬入できた。
1980年代初頭まで、プール周辺の通路に鯨の仲間のイラストが描かれ、飼育した事がある種類に印がついていた、短期間と思われるがかなりの種類を飼育したようである。旧江の島水族館に展示されていた剥製のオサガメもこのプールで飼育された個体である（80年前後まで剥製もマリンランド階段出口付近に展示されていた）。
ハナゴンドウの火の輪くぐりと犬を乗せたビニールボートを押すショーも行われていたが、1980年代後半には行われなくなった。

### マリンランドのプール以外の主な施設
鯨類博物館
鯨の胎児の液浸標本や龍涎香などを展示していたが、80年代後半頃から公開されなくなった。新江ノ島水族館になってからも、その展示物の巨大なマッコウクジラの下あごの骨が展示されていた。
スナメリクリスタルプール
スナメリが飼育されていたプール。1986年に併設された。スナメリの死後カマイルカ飼育に使われた。最後に新江ノ島水族館建造時期には海の動物園の解体に伴い移動してきたミナミゾウアザラシのみなぞうを仕切りを急造して飼育するのに使われた。

## 江の島海の動物園
- 1957年6月16日（株）江ノ島水族館、片瀬西浜で「児童海水プール」営業開始。
- 1963年夏いっぱいで児童海水プールの営業を停止し、跡地を改修して江の島水族館3号館「海獣動物園」建設工事開始。
- 1964年5月25日にオープンした鰭脚類の哺乳類やペンギンを主に飼育する為に建てられた施設で、開園当初は「江の島海獣動物園」と称していた。
- 1967年7月11日「水産庁オットセイ委託飼育場」の表示許可を受け、日本における唯一（当時）のオットセイ飼育場となる。
- 1977年12月12日1964年4月20日から13年8か月飼育していたミナミゾウアザラシ「大吉」死亡。日本におけるミナミゾウアザラシの雄個体の中では最長飼育記録を樹立。
- 1982年3月「江の島海の動物園」と改称。
- 1985年3月海の動物園にラッコ専用の飼育展示室　「ラッコの家」開設。
- 1986年3月21日海の動物園に「シートピアステージ」オープン。アシカショーやペンギンのショーを行う。
- 1995年3月11日ミナミゾウアザラシのみなぞう来園、改装後の新江ノ島水族館時期に至るまでの人気者となる。
- 2002年3月31日新水族館建設工事のため、海の動物園を閉鎖。
- チョウザメやラッコの飼育も行なわれていたが、ラッコは改装時に他の水族館に譲渡された。

## 映画「鯨箱根を越ゆ」
1957年8月27日に公開された日活映画。上映時間29分、江の島水族館マリンランド開園時の様子の記録映画。ハナゴンドウが静岡県の伊豆・安良港から、箱根を越えて輸送される様子が描かれている。また当時の水族館の様子も貴重なカラー映像で記録されている。
各種資料ではタイトルは「鯨箱根を越ゆ」であるが、本編表記では「鯨箱根をこゆ」になっている。
江の島水族館閉館時期にビデオでこの映画を流していた。
本作との関連は不明だが、1958年10月15日に日本テレビ系で日本初のテレビアニメーション「もぐらのアバンチュール」とともに「江ノ島水族館」という短編映画がカラーで放送されている。
- 演出、脚本 伊勢長之助
- 製作 小口禎三
- 撮影 富沢昌一

## 閉館後
事業主体であった株式会社江ノ島水族館は、2004年の新江ノ島水族館とアクア・トトぎふの開業を機に株式会社江ノ島マリンコーポレーションへ改称し、各地の水族館での飼育管理等を受託する部門と旧水族館1号館建物を利用したショッピングモール『湘南カゾック』の経営へ事業転換した。
閉館後、水族館の建物1階は土産店、2階はレストランとして利用され、土産店で飼育水槽の一部で熱帯魚を飼育し、海の動物園から移設したミナミゾウアザラシの大吉とお宮の剥製を木陰のマンボウ広場大水槽に展示した。両店舗を閉店後新築マンションのモデルルームが建てられたのちに、跡地を災害対策など都市計画を前提に藤沢市が購入検討したが撤回され、2012年にマンションが建設された。
新江ノ島水族館はBOO（PFI）を採り、江ノ島ピーエフアイが施設を運営して江ノ島マリンコーポレーションが飼育を担当する上下分離形態で運営されている。

## 江ノ島マリンコーポレーション
株式会社江ノ島マリンコーポレーション（えのしまマリンコーポレーション）は日本の企業。東京都千代田区に本社を置く。1952年に江の島水族館の事業会社として株式会社江ノ島水族館の商号で設立された。2014年現在新江ノ島水族館・相模川ふれあい科学館(神奈川県)・世界淡水魚園水族館(岐阜県)を運営する。

### 沿革
- 1952年7月19日 株式会社江ノ島水族館設立
- 1954年7月1日 江の島水族館営業開始
- 1964年7月 日本教育観光株式会社へ商号変更
- 1975年2月 株式会社江ノ島水族館へ商号変更
- 2002年1月 江の島ピーエフアイ株式会社へ資本参加(新江ノ島水族館の開館準備)
- 2002年4月 増資(法人株主参入)
- 2004年1月 江の島水族館閉館
- 2004年4月 株式会社江ノ島マリンコーポレーションへ商号変更、新江ノ島水族館開館
- 2004年7月 世界淡水魚園水族館開館

## その他の江の島水族館
江ノ島には、この江の島水族館の前にも、同名の水族館が存在したことが確認されている。ただし、詳細が明確でない部分が多い。
- 江之島水族館
  - 初代、1902年開館。当時の媒体などにその存在に言及されるなど、それなりの知名度はあったようであるが、如何なる建物であったのか、何を飼っていたのか、営業時期までも不明。事業目的に水産物の収集販売とあるところから、土産物店の傍らで行なわれた小さな水族館であった可能性が、鈴木克美により指摘されている。
  - 二代目、田中鑛一郎により1925年開館。鈴木克美の地元の取材によると、モースの江ノ島臨海実験所があった場所の付近（江ノ島1丁目3近く）に存在し、建物単体の写真は見つかってないが、当時の江ノ電の地図には描かれており、水族館付近をロープウェーの駅にする案もあった。舞台付きの演芸場が併設されており、地元では「江ノ島娯楽館」の名称の方が知名度が高かったとされる。1928年に田中はこの水族館を大規模な海洋博物館に改装する案を出し翌年設計図面も描かれたが、実現をみる事はなかった。

## 参考資料
- 「クジラはなぜ優雅に大ジャンプするのか」実業之日本社、中島将行、1994年